# Gare de Takahata
La gare de Takahata (高畠駅, Takahata-eki) est une gare ferroviaire de la ville de Takahata, dans la préfecture de Yamagata au Japon. Elle est exploitée par la compagnie JR East.

## Situation ferroviaire
La gare est située au point kilométrique (PK) 49,9 des lignes Shinkansen Yamagata et Ōu.

## Histoire
La gare a été inaugurée le 21 avril 1900 sous le nom de gare de Nukanome (糠ノ目駅). Elle reçoit son nom actuel en 1991. La gare est desservie par le Shinkansen depuis le 1er juillet 1992.

## Service des voyageurs

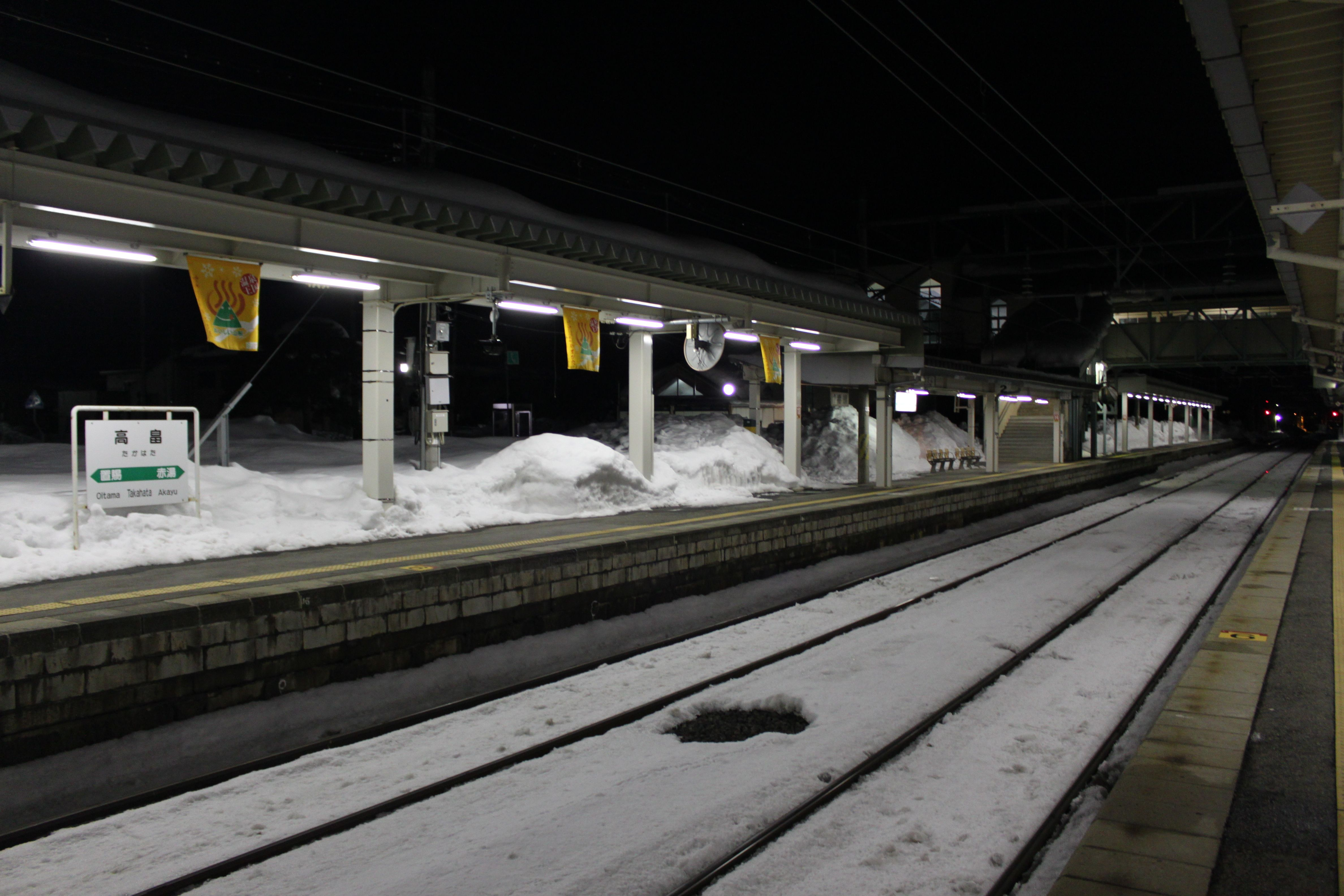
Vue des quais

### Accueil
La gare dispose d'un bâtiment voyageurs, avec guichets, ouvert tous les jours.

### Desserte
- Ligne Shinkansen Yamagata :
  - voie 1 : direction Fukushima et Tokyo
  - voies 1 et 2  : direction Yamagata et Shinjō
- Ligne principale Ōu (Ligne Yamagata) :
  - voie 1 : direction Yonezawa et Fukushima
  - voies 1 et 2 : direction Akayu et Yamagata